# Nước Nga dưới thời Vladimir Putin

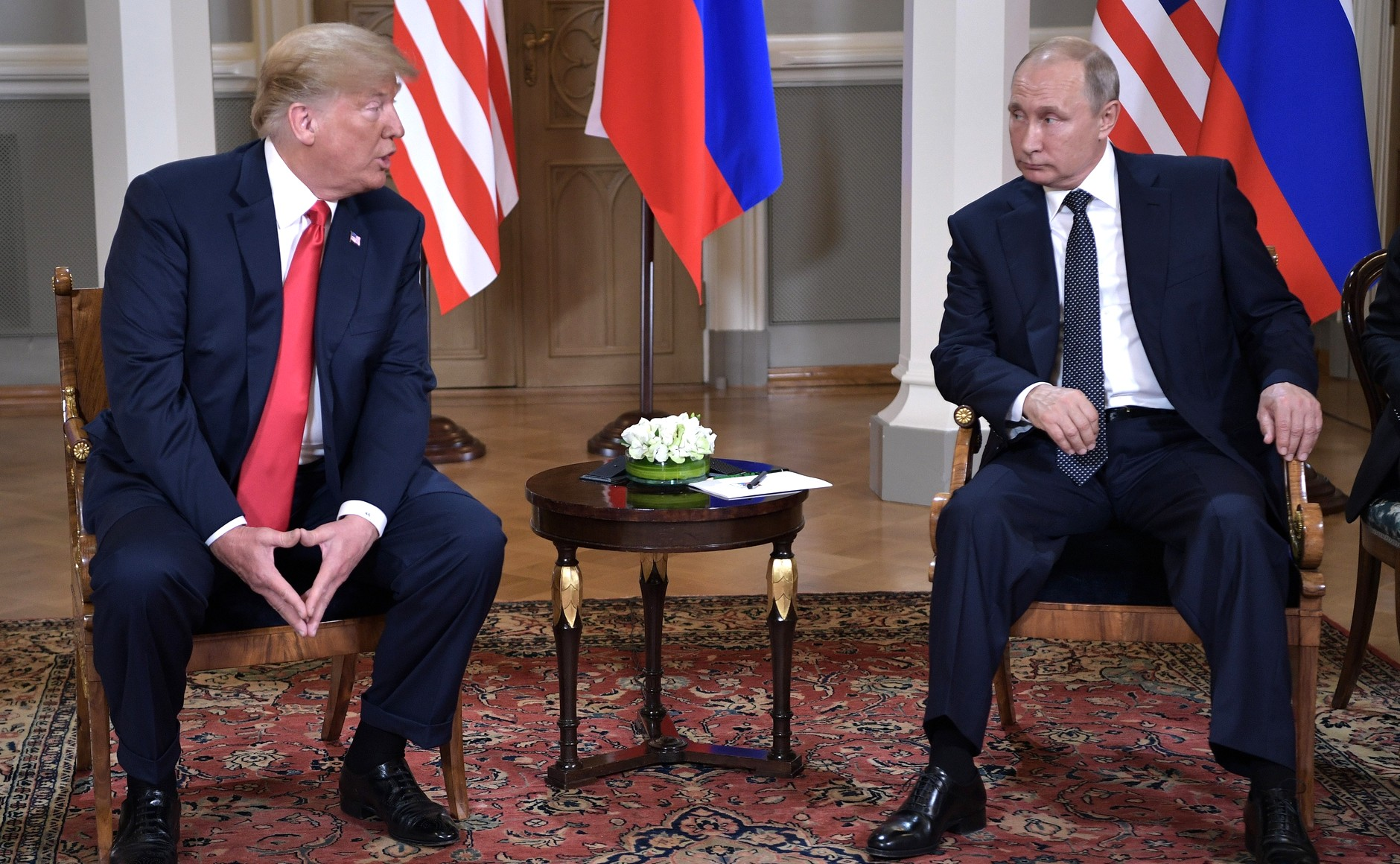
Tổng thống Vladimir Putin và Tổng thống Donald Trump tại Helsinki năm 2018

Nước Nga dưới thời của Vladimir Putin chỉ về giai đoạn của đất nước Nga trong những năm tháng nắm quyền của Vladimir Putin từ năm 1999 đến nay, cả trên cương vị Tổng thống Nga và Thủ tướng Nga. Kể từ năm 1999, Vladimir Putin đã liên tục giữ chức vụ Tổng thống (Quyền Tổng thống từ năm 1999 đến 2000; 2000–2004, 2004–2008, 2012–2018 và 2018 đến nay) hoặc Thủ tướng Nga (ba tháng năm 1999, nhiệm kỳ trọn vẹn từ năm 2008–2012). Tùy quan điểm, lập trường, tình cảm mà có những đánh giá khác nhau về nước Nga ở giai đoạn Putin nắm quyền. Nhìn chung, dưới thời Tổng thống Putin, nền kinh tế Nga đã có những bước chuyển biến tích cực, đưa nước Nga thoát khỏi thảm họa giải thể và dần khôi phục lại vị thế cường quốc. Nền kinh tế Nga và mức sống tăng trưởng nhanh chóng trong thời kỳ đầu của chế độ Putin, chủ yếu được thúc đẩy từ sự bùng nổ trong ngành công nghiệp dầu mỏ.. Tuy nhiên, giá dầu thấp hơn và các biện pháp trừng phạt đối với Sự sáp nhập Crimea của Nga đã dẫn đến suy thoái và đình trệ vào năm 2015 kéo dài cho đến ngày nay. Các quyền tự do chính trị đã bị hạn chế, dẫn đến sự lên án rầm rộ từ các nhóm nhân quyền cũng như việc Putin được miêu tả là một nhà độc tài.

## Bối cảnh
Trong nhiệm kỳ tổng thống của mình, ông là thành viên của đảng Thống nhất và đảng Nước Nga thống nhất. Ông ta cũng liên kết với Mặt trận Nhân dân, một nhóm những người ủng hộ mà Putin đã tổ chức vào năm 2011 để giúp cải thiện nhận thức của công chúng về Nước Nga Thống nhất. Tư tưởng chính trị, ưu tiên và chính sách của ông đôi khi được gọi là Chủ nghĩa Putin (Putinism). Putin đã nhận được tỷ lệ ủng hộ cao trong nước trong suốt phần lớn nhiệm kỳ tổng thống của mình, ngoại trừ giai đoạn 2011–2013, điều này có thể là do Các cuộc biểu tình của Nga 2011–2013. Trong những năm cầm quyền đầu tiên, ông đã vô hiệu hóa quyền lực của các nhà tài phiệt Nga, những người đã tích lũy được khối tài sản khổng lồ sau khi Liên Xô tan rã và tìm mọi cách dùng tiền thao túng chính trường. Năm 2003, Nga bắt nhà tài phiệt Mikhail Khodorkovsky, ông chủ tập đoàn dầu khí Yukos với khối tài sản 8 tỷ USD, với cáo buộc lừa đảo, trốn thuế, biển thủ và rửa tiền. Sau khi Khodorkovsky lĩnh án 9 năm tù năm 2005, tập đoàn Yukos sụp đổ, việc hạ bệ Khodorkovsky đánh dấu thắng lợi của Siloviki (nhóm các quan chức hàng đầu thuộc cơ quan an ninh, cảnh sát, quân đội Nga) trước giới tài phiệt lũng đoạn kinh tế Nga từ thời Yeltsin. Thắng lợi này giúp Putin giành lợi thế đáng kể về chính trị và kinh tế trước các đối thủ, giúp ông lấy lại quyền kiểm soát của nhà nước đối với các lĩnh vực quan trọng của nền kinh tế và hệ thống truyền hình.
Năm 2013, nước Nga dưới thời Tổng thống Vladimir Putin đã ra bộ luật cấm mọi hình thức tuyên truyền về đồng tính luyến ái và hôn nhân đồng tính. Bộ luật cấm những sự kiện cổ vũ cho người đồng tính, quy định việc cung cấp những thông tin "tuyên truyền việc về đồng tính nữ, lưỡng tính và chuyển giới" cho trẻ vị thành niên là phạm pháp, đồng thời các sự kiện cổ vũ cho quan hệ đồng tính cũng bị cấm. Đây là một nỗ lực nhằm tuyên dương những giá trị truyền thống của nước Nga và chống lại trào lưu cổ vũ đồng tính luyến ái, đòi hợp pháp hóa hôn nhân đồng tính đến từ các nước phương Tây, mà Chính phủ Nga tin rằng đang làm băng hoại giới trẻ và phá hủy nền tảng luân lý gia đình của nước Nga, khiến nước Nga suy yếu. Bộ luật cấm tuyên truyền đồng tính đã được Duma Quốc gia Nga (Hạ viện Nga) thông qua với số phiếu tuyệt đối 436 thuận - 0 phiếu chống, và 88% người dân Nga được phỏng vấn đã bày tỏ ủng hộ đối với lệnh cấm. Bên cạnh đó, từ năm 2015, Chính quyền thành phố Moskva và quốc hội Nga đã đề ra Ngày tình yêu gia đình để tập hợp các chiến dịch tuyên truyền bảo vệ giá trị gia đình truyền thống, ngăn chặn sự truyền bá của các nhóm hoạt động đồng tính, các tổ chức phi chính phủ đòi hợp pháp hóa hôn nhân đồng tính.

## Những thành tựu
Vào thời điểm đầu tiên khi ông Putin tiếp quản một đất nước đầy thương tích khác xa với thời thịnh vượng của nhà nước Xô viết khi nền kinh tế bị sụp đổ, GDP giảm liên tục trong mười năm và tình hình chính trị rối loạn, đất nước đối mặt với sự chia rẽ, các địa phương đòi quyền độc lập, các ông trùm tài chính can thiệp vào chính trị để quyết định việc bầu cử các thành viên trong chính phủ. Chỉ trong một năm GDP phục hồi và bắt đầu tăng, cuộc nổi loạn Chechen được bình định, một quốc gia thống nhất, vững vàng và an toàn được duy trì, những ông trùm xã hội đen, những ông trùm tài chính có thế lực đều bị nghiêm trị. Trong nhiệm kỳ thứ nhất và thứ hai của ông Putin nhà nước đã giành lại quyền kiểm soát đòn bẩy kinh tế, giữ vững trật tự và khôi phục cơ cấu quyền lực nhà nước. Song song với những thành tựu trên, chính phủ đã khởi xướng cải cách, bao gồm cải cách quân đội, phục hồi công nghiệp, chống tham nhũng và chỉnh đốn việc lãnh đạo ở các địa phương. Ngoài ra, sức mạnh quân sự của nước Nga đã minh chứng cho sự tăng trưởng của đất nước Dưới thời ông Putin, Nga đã khôi phục vị thế địa chính trị ở một số khu vực trên thế giới. Vai trò và vị thế của nước Nga đang ngày càng được nâng cao qua nhiều sự kiện quốc tế, từ giải quyết xung đột tại các điểm nóng thế giới đến việc tổ chức thành công World Cup 2018.
Thành tựu lớn nhất và quan trọng nhất của nước Nga trong những năm cầm quyền của Tổng thống Putin là bảo vệ vững chắc chủ quyền và toàn vẹn lãnh thổ quốc gia, ngăn chặn thảm họa tan rã của nước Nga trước các hành động phá hoại có hệ thống và ngày càng quyết liệt của phương Tây gồm Mỹ và đồng minh. Theo các tài liệu đã được giải mật, nhiệm vụ của giai đoạn cuối trong chiến lược "diễn biến hòa bình" của Mỹ được thể hiện trong Dự án Harvard và Dự án Houston là không chỉ làm sụp đổ Liên Xô mà còn chia nhỏ nước Nga. Theo đó, sẽ đưa khu vực Siberi của Nga về thuộc quyền kiểm soát của Mỹ; khu vực Tây Bắc nước Nga sẽ thuộc về quyền kiểm soát của Đức; khu vực của Nga dọc theo sông Volga sẽ thuộc quyền kiểm soát của Thổ Nhĩ Kỳ; khu vực Viễn Đông của Nga sẽ thuộc quyền kiểm soát của Nhật Bản. Như vậy, trên thực tế, nước Nga sẽ bị xóa sổ trên bản đồ thế giới. Sau 20 năm cầm quyền của Putin, nước Nga không chỉ giữ được toàn vẹn lãnh thổ mà còn phát triển bền vững và trở thành cường quốc mới. Tổng thống Putin đã đưa ra nhiều biện pháp khẩn cấp nhằm tái lập, làm trong sạch và tăng cường quyền lực quản lý của Điện Kremlin đối với đời sống chính trị của Nga và ông gọi đó là xây dựng "nền dân chủ có chủ quyền".
Về kinh tế, trước khi Tổng thống Vladimir Putin nhậm chức, tổng sản phẩm quốc nội (GDP) bình quân trên đầu người của Nga đạt mức 9.889 theo Ngang giá Sức mua (PPP). Con số này đã tăng lên gấp 3 lần vào năm 2017, ở mức 27.900 USD. Khi Tổng thống Putin đắc cử năm 2000, Nga chỉ có 12 tỷ USD lượng dự trữ ngoại hối theo đó là một khoản nợ công gần như bằng với sản lượng kinh tế nước này ở mức 92,1%. Tình hình dần thay đổi sau 18 năm, hiện tại nợ công của Nga đã co lại ở mức 17,4% theo GDP và lượng dự trữ ngoại hội đã tăng lên 356 tỷ USD. Nợ công thấp và sự tăng trưởng dự trữ ngoại hối đã giúp Nga vượt qua cuộc khủng hoảng kinh tế năm 2008 và cuộc suy thoái giai đoạn 2014-2016 do giá dầu giảm và các lệnht trừng phạt của Châu Âu. Lượng dự trữ vàng của Nga đã tăng lên hơn 500% kể từ năm 2000. Ngân hàng Trung ương Nga (CBR) đã thêm 9,3 tấn vàng vào lượng dự trữ hồi tháng 12 năm 2017, giúp nâng lượng tổng dự trữ vàng hàng năm lên con số kỷ lục 1.838,211 tấn, tương đương 76 triệu USD.

## Những hạn chế

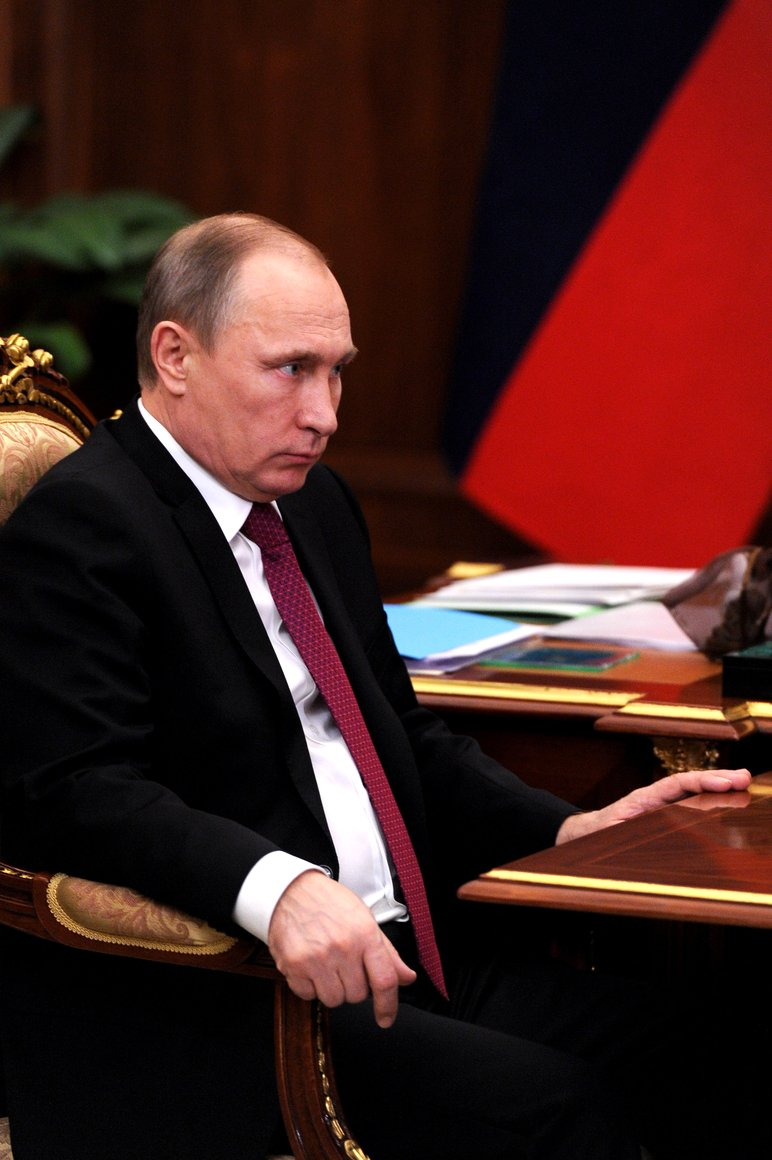
Tổng thống Vladimir Putin năm 2015

- Kinh tế Nga chưa đủ quy mô để trở thành một nền kinh tế có ảnh hưởng mạnh trên thế giới như dưới thời Liên Xô. Nga chưa thể trở thành một đối tác hàng đầu đối với những nước thân cận như Trung Quốc và Ấn Độ, và cũng không phải là đối tác hàng đầu đối với bất cứ một nền kinh tế chủ chốt nào trên thế giới, thậm chí cả các nước thuộc CIS.
- Nga không có khả năng gây ảnh hưởng lớn trên thế giới về lối sống, văn hóa và nghệ thuật như dưới thời Liên Xô. Những lãnh thổ mà phần lớn người dân nói tiếng Nga đang nhỏ lại và vị thế của văn hóa và nghệ thuật Nga ở ngoài nước Nga bị sụt giảm.
- Không tạo dựng được một chính sách hiệu quả trong quan hệ với cộng đồng người Nga ở nước ngoài như cách mà Trung Quốc tạo ra với cộng đồng Hoa kiều cũng như mất ảnh hưởng lên 2 nước láng giềng là Gruzia và Ukraina.
- Thất bại trên thị trường hợp tác kỹ thuật quân sự với một số khách hàng. Một số khách hàng mua các loại vũ khí của Nga đã từ chối các hợp đồng mua bán và đưa ra lý do trì hoãn.
- Tỉ lệ tội phạm ở Nga vẫn ở mức rất cao so với mặt bằng chung của châu Âu và thế giới. Theo thống kê của Văn phòng Tội phạm và Ma túy Liên Hợp Quốc, tỉ lệ giết người cố ý ở Nga vào năm 2016 là 10.82/100.000, cao gấp đôi so với Hoa Kỳ (5.8/100.000) và cao hơn rất nhiều so với tỉ lệ trung bình của toàn thế giới (6.2/100.000).[31]
- Tham nhũng vẫn là vấn đề rất lớn ở Nga. Năm 2017, Tổ chức Minh bạch Quốc tế xếp Nga đứng thứ 135/176 trên thế giới về Chỉ số nhận thức tham nhũng. Theo Ngân hàng Thế giới, tham nhũng gây thiệt hại lên tới 50% tổng GDP của Nga.[32]
- Nga hiện là một trong những nước có tỉ lệ tự sát cao nhất thế giới. Theo thống kê của WHO vào năm 2016, tỉ lệ tự tử ở Nga đứng thứ 3 trên toàn cầu (chỉ sau 2 nước là Lesotho và Guyana), với 26,5 vụ trên 100.000 người.[33] Năm 2012, tỷ lệ tự tử ở tuổi vị thành niên tại Nga cao gấp ba lần mức trung bình của thế giới.[34]
- Nước Nga vẫn đứng trước khá nhiều vấn đề nan giải là chưa đẩy lùi được nguồn gốc gây căng thẳng, bất ổn và bất an xã hội, như nạn quan liêu, tham nhũng; chủ nghĩa khủng bố, tư tưởng bài ngoại và chủ nghĩa dân tộc cực đoan tiếp tục gia tăng. Chênh lệch giàu nghèo cũng ngày càng tăng, số người nghèo vẫn còn chiếm tỷ lệ cao. An ninh xã hội và cá nhân chưa được đảm bảo vững chắc khi các phần tử khủng bố và các loại tội phạm vẫn hoạt động mạnh[35].
- Nga chưa đẩy lùi được nguy cơ bị cô lập trên trường quốc tế. Với Cộng đồng các quốc gia độc lập (SNG) và một số nước SNG nói riêng, chính sách của Nga chưa thật hiệu quả và xem ra chưa đủ hấp dẫn để tạo động lực gắn kết chặt chẽ các nước thành viên thành một khối vững chắc. Vị thế, vai trò của Nga trong các tổ chức, các diễn đàn của khu vực và liên khu vực như APEC, ARF, ASEM chưa nổi trội[36].